# NGC 26
NGC 26 (również PGC 732 lub UGC 94) – galaktyka spiralna (Sab), znajdująca się w gwiazdozbiorze Pegaza. Odkrył ją Heinrich Louis d’Arrest 14 września 1865 roku.